# تونس في الأولمبياد الدولي للعلوم
ترجع أول مشاركة لتونس في الأولمبياد الدولي للعلوم لسنة 1981، تاريخ أول مشاركة لها في الأولمبياد الدولي للرياضيات. منذها، شاركت في تونس المسابقات التالية: الأولمبياد الدولي للرياضيات، الأولمبياد الدولي للمعلوماتية، الأولمبياد الدولي للمشاريع البيئية، الأولمبياد الدولي للجغرافيا. في 2010، شارك تونسي مع الفريق الفرنسي في الأولمبياد الدولي للفيزياء.

## الأولمبياد الدولي للرياضيات
إلى حدود 2017، شارك تونس في 26 نسخة من الأولمبياد الدولي للرياضيات. أفضل ترتيب مطلق لها كان سنة 1986 أين حلت بالمركز 19، بينما أفضل ترتيب نسبي كان سنتي 1986 و1988 بنسبة 50%. 

مجموع ما تحصلت عليه تونس في كل هذه المشاركات هو:
- ميدالية ذهبية واحدة تحصل عليها نادر المصمودي في 1992.
- 4 ميداليات فضية تحصل عليها كل من مهدي خياش وأمين مراكشي وأحمد عباس وشيراز لعطير.
- 15 ميدالية برونزية.
- 23 شهادة تشريفية.

## الأولمبياد الدولي للمعلوماتية
إلى حدود 2017، شاركت تونس ثمانية مرات في الأولمبياد الدولي للمعلوماتية (1992، 2001، 2004، 2013، 2014، 2015، 2016، 2017). 

تحصلت في كل مشاركاتها على ميدالية برونزية واحدة بفضل كريم الجويني في نسخة 2004.

## الأولمبياد الدولي للمشاريع البيئية
شاركت تونس في الأولمبياد الدولي للمشاريع البيئية في 2012 عبر حسام الدين التركي وباسل بالحاج.

## الأولمبياد الدولي للجغرافيا
شاركت تونس ثلاثة مرات في الأولمبياد الدولي للجغرافيا في 2008 و2010 و2012، بينما نظمت النسخة السابعة منه في 2008، واستضافته مدينة قرطاج.

## الأولمبياد الدولي للفيزياء
شارك أمين مراكشي في 2010 مع الفريق الفرنسي في الأولمبياد الدولي للفيزياء، وتحصل على ميدالية فضية.